# Alicia González Díaz
Alicia González Díaz (Valladolid, 1948) es una arquitecta española experta en arquitectura tradicional vernácula y patrimonio. Recibió el premio Europa Nostra en 1998, por sus trabajos sobre recuperación del patrimonio arquitectónico y urbano en varias ciudades patrimonio de la Unesco.

## Trayectoria
González es hija del arquitecto español Julio González Martín, y hermana de la arquitecta María Jesús González, estudió arquitectura en la  Escuela Técnica Superior de Arquitectura de Madrid (ETSAM) donde se graduó como Arquitecta en 1975 por la Universidad Politécnica de Madrid (UPM). Ha desarrollado labores de investigación en temas de patrimonio arquitectónico y patrimonio urbano, escribiendo artículos y participando en diversos foros de debate, congresos y conferencias como fue su participación en el I Congreso Pioneros de la Arquitectura Moderna Española: Vigencia de su pensamiento y obra organizado por la Fundación Alejandro de la Sota Martínez y coordinado por la arquitecta Teresa Couceiro Núñez.
González estudia la tradición constructiva en la arquitectura vernácula y en el Patrimonio arquitectónico y urbano. Ha participado en proyectos de investigación sobre construcción vernácula. González desarrolla su trabajo como arquitecta en España, con oficinas en Madrid y Valladolid, ha construido proyectos de arquitectura y urbanismo, algunos de ellos fueron premiados con reconocimientos nacionales e internacionales, como el premio Europa Nostra en 1998. Este premio que reconoce los trabajos en favor de la protección del patrimonio, lo consiguió por varios trabajos en la ciudad de Toledo, como el realizado en ocho edificios mudéjares, en la Casa del Temple situada en la Calle de la Soledad número 2, así como otras obras realizadas en Segovia, Madrid y Ávila.
González ejerce otros cargos directivos de responsabilidad, además de dirigir su estudio, es miembro  de la Asociación Sostenibilidad y Arquitectura (ASA), y del Colegio Oficial de Arquitectos de Madrid.
González Díaz desarrolla su trabajo como profesional independiente desde que se graduó en 1975 como experta en protección del patrimonio arquitectónico. Los trabajos realizados en la rehabilitación de edificios románicos, iglesias y conventos, edificios mudéjares, así como estudios técnicos de murallas como las de Agreda y Olmedo, destacan su experiencia profesional. En esta experiencia destacar el trabajo que realizó de “Caracterización y propuestas de intervención para los castillos de la frontera del Reino de León” para la Junta de Castilla y León, o los trabajos de análisis técnico de las murallas de varias ciudades.  Además realizó numerosos trabajos de urbanismo como los catálogos de los PGOU de Valladolid y Salamanca, o catálogos de monumentos en las provincias de Cuenca y Teruel para el Ministerio de cultura.

## Reconocimientos

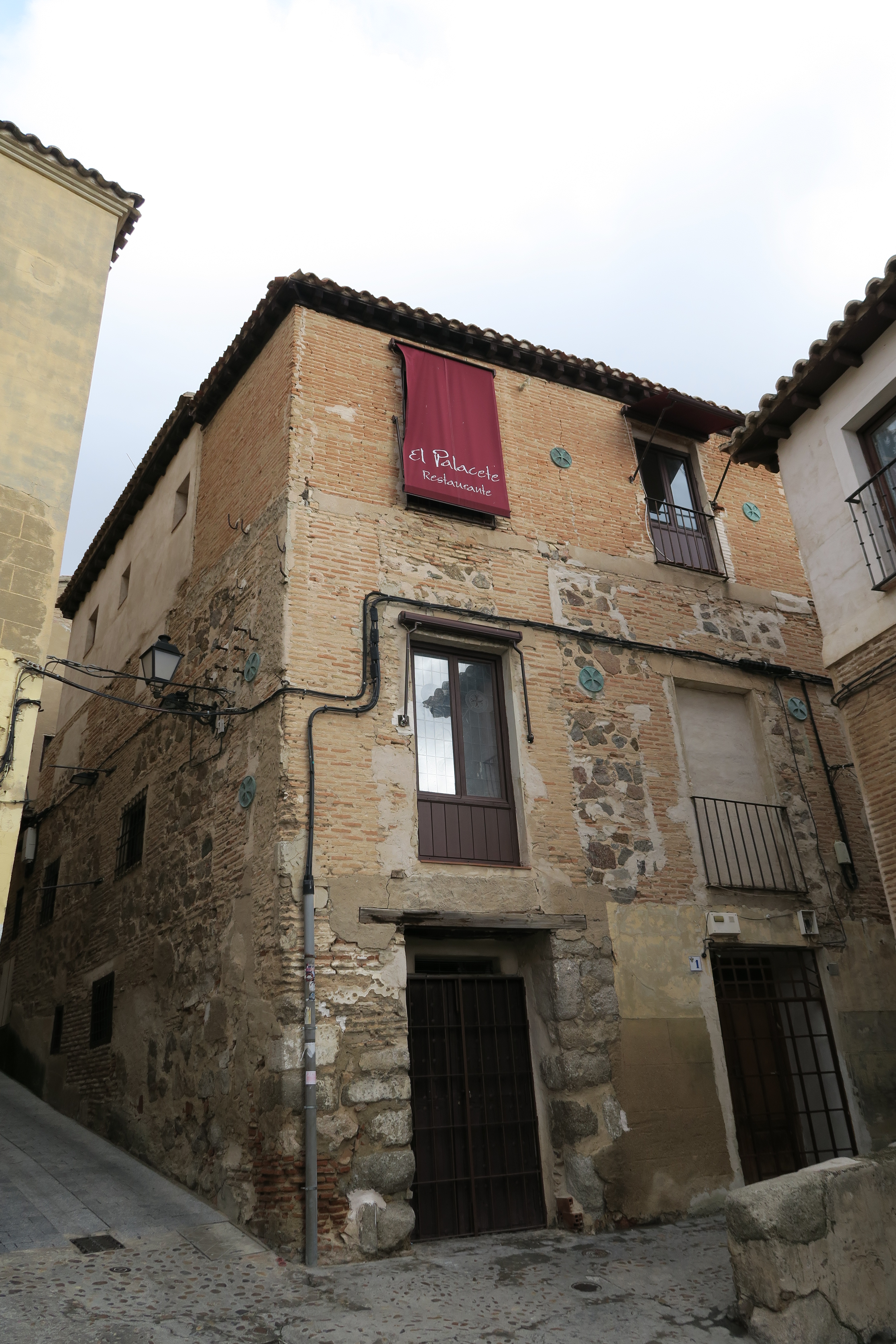
Casa del Temple en Toledo

- Casa del Temple en Toledo1998 Premio Europa Nostra, varios trabajos en edificios patrimoniales en Toledo, Ávila, Segovia y Madrid.[8][9][1]

## Obras seleccionadas

### Artículos
- La arquitectura de los equipamientos rurales de posguerra: un caso práctico. Las casa de médicos y policlínicas en Valladolid. En colaboración con María Jesús González.[10]

### Arquitectura y urbanismo
- Rehabilitación de patrimonio arquitectónico en Casa del Temple, Toledo.[1]
- Rehabilitación de ocho edificios mudéjares en Toledo.
- Intervenciones en edificios con protección patrimonial, Románico en Castilla y León, en Segovia: seis iglesias y un monasterio.[2]
- Elaboración de catálogos para PGOU de Valladolid y Salamanca, en provincias de Teruel y Cuenca, PAI centro de Madrid.[7]

## Galería

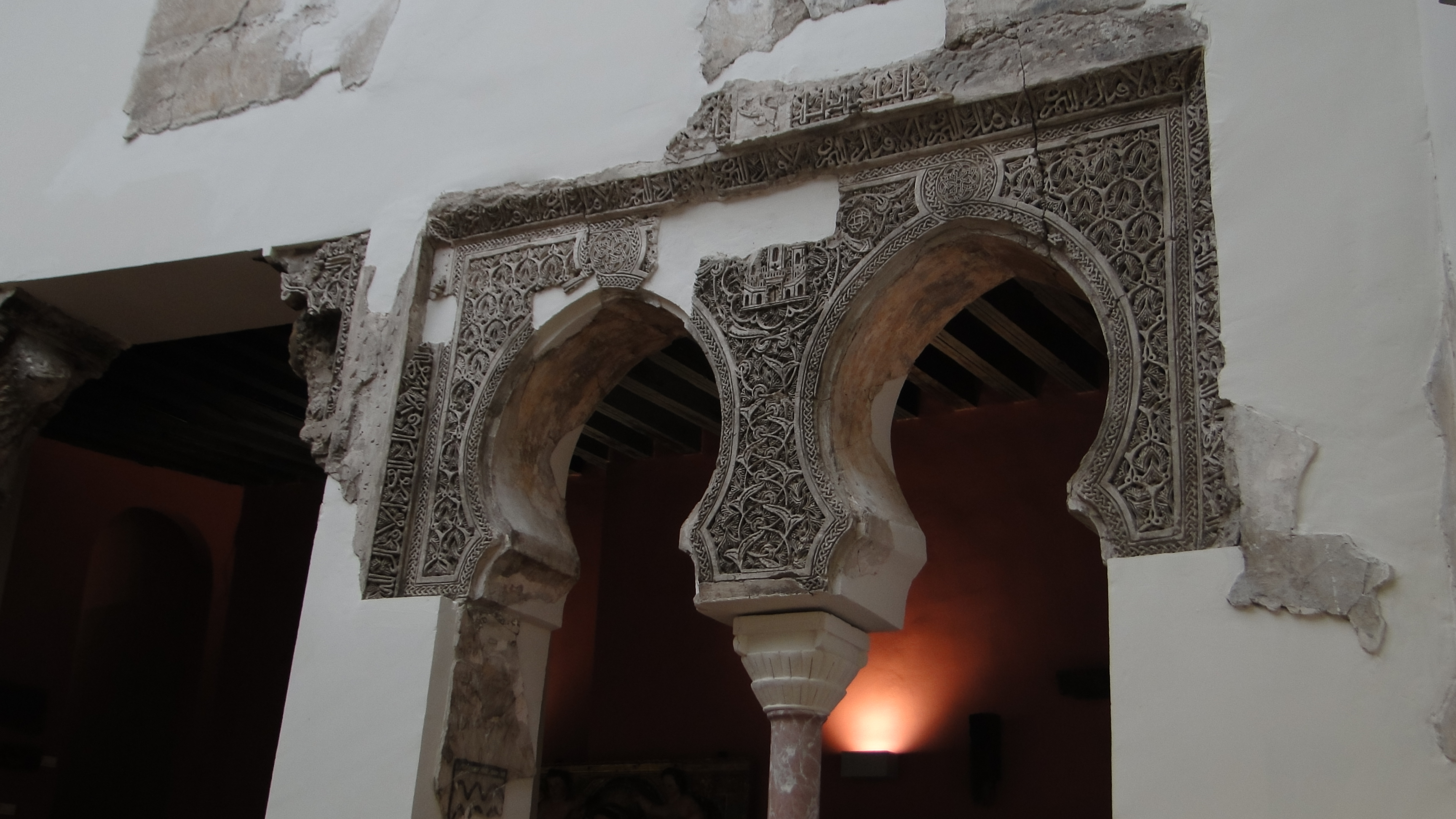
Casa del Temple en Toledo
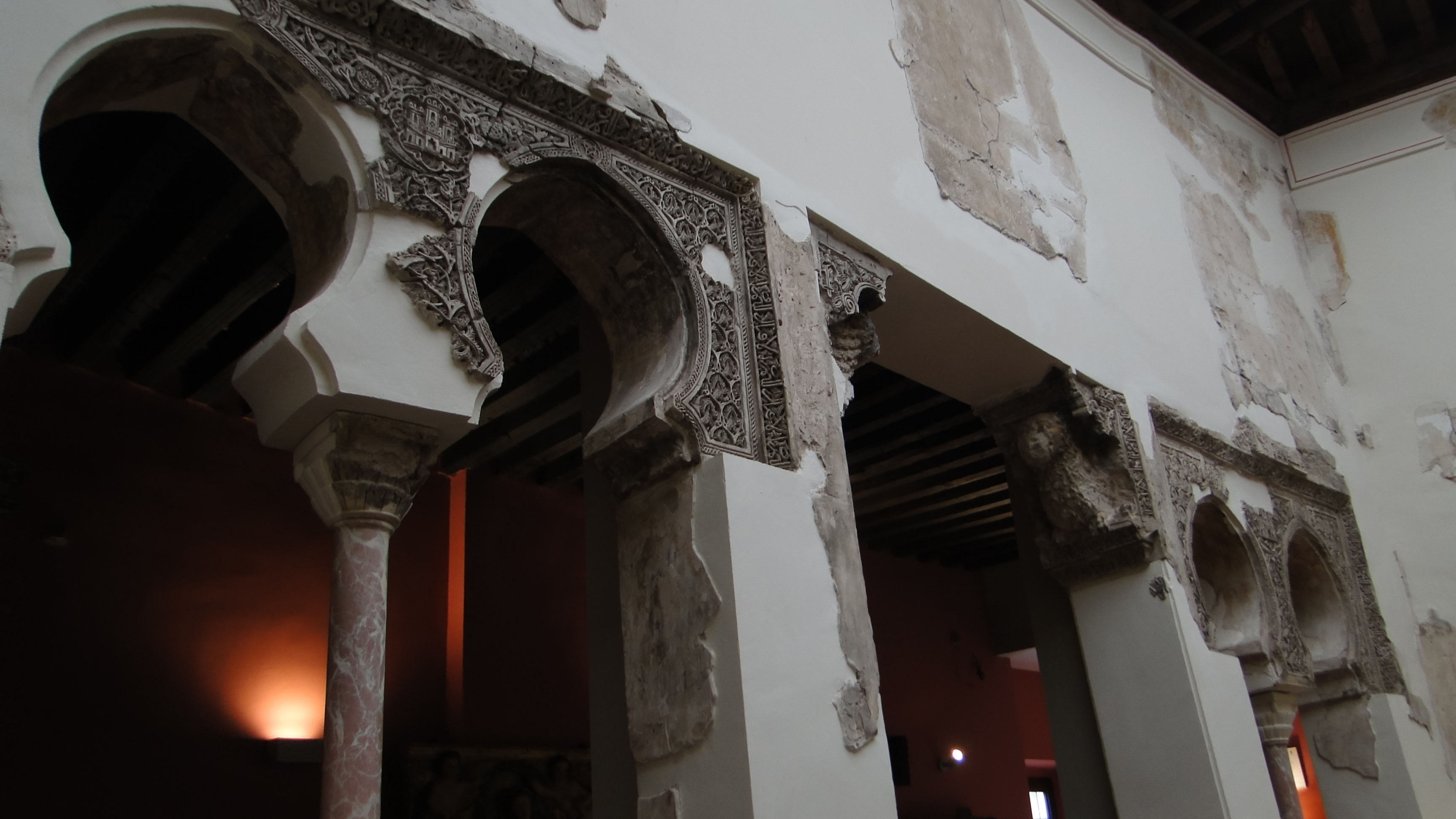
Casa del Temple en Toledo
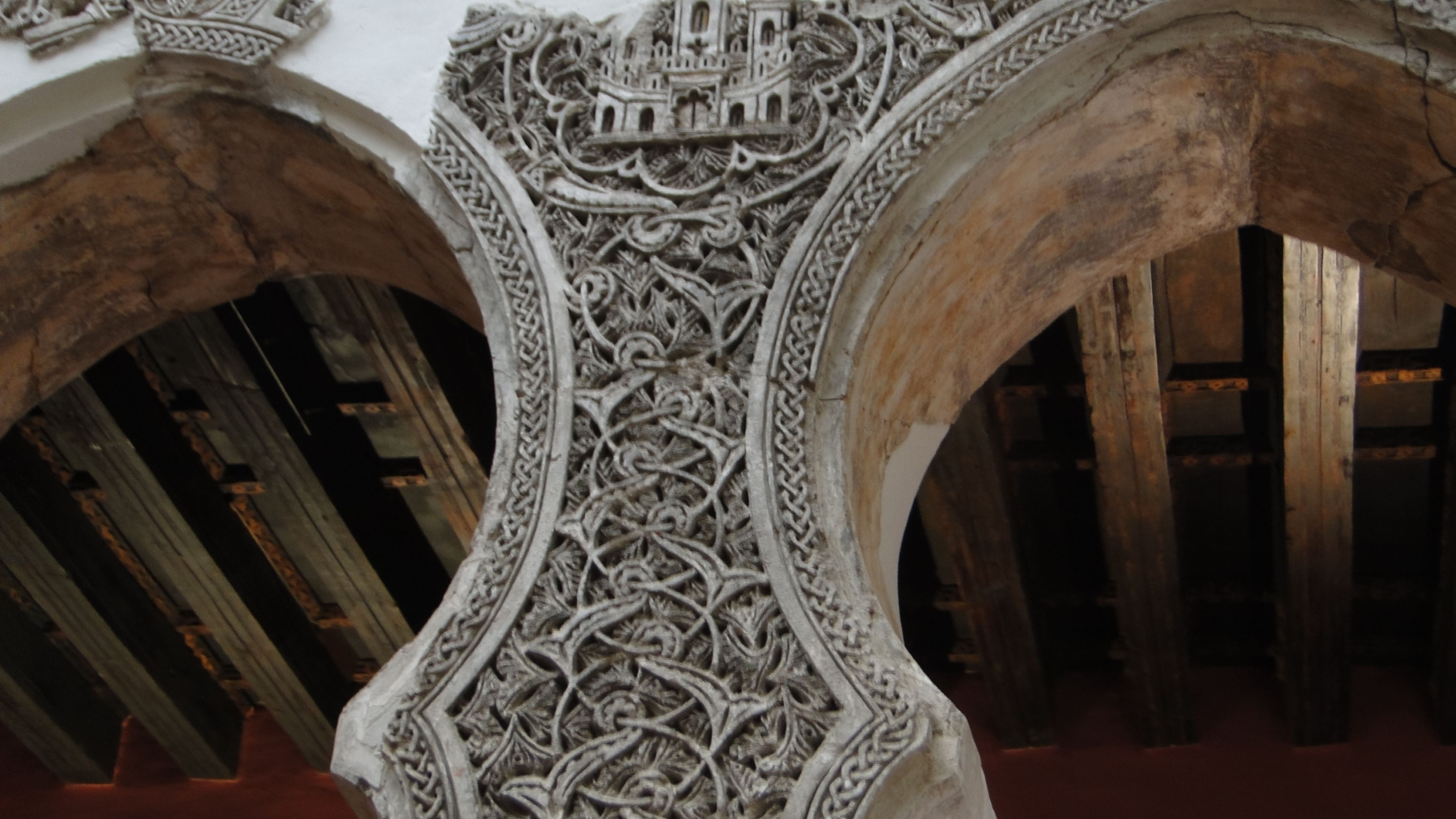
Casa del Temple en Toledo
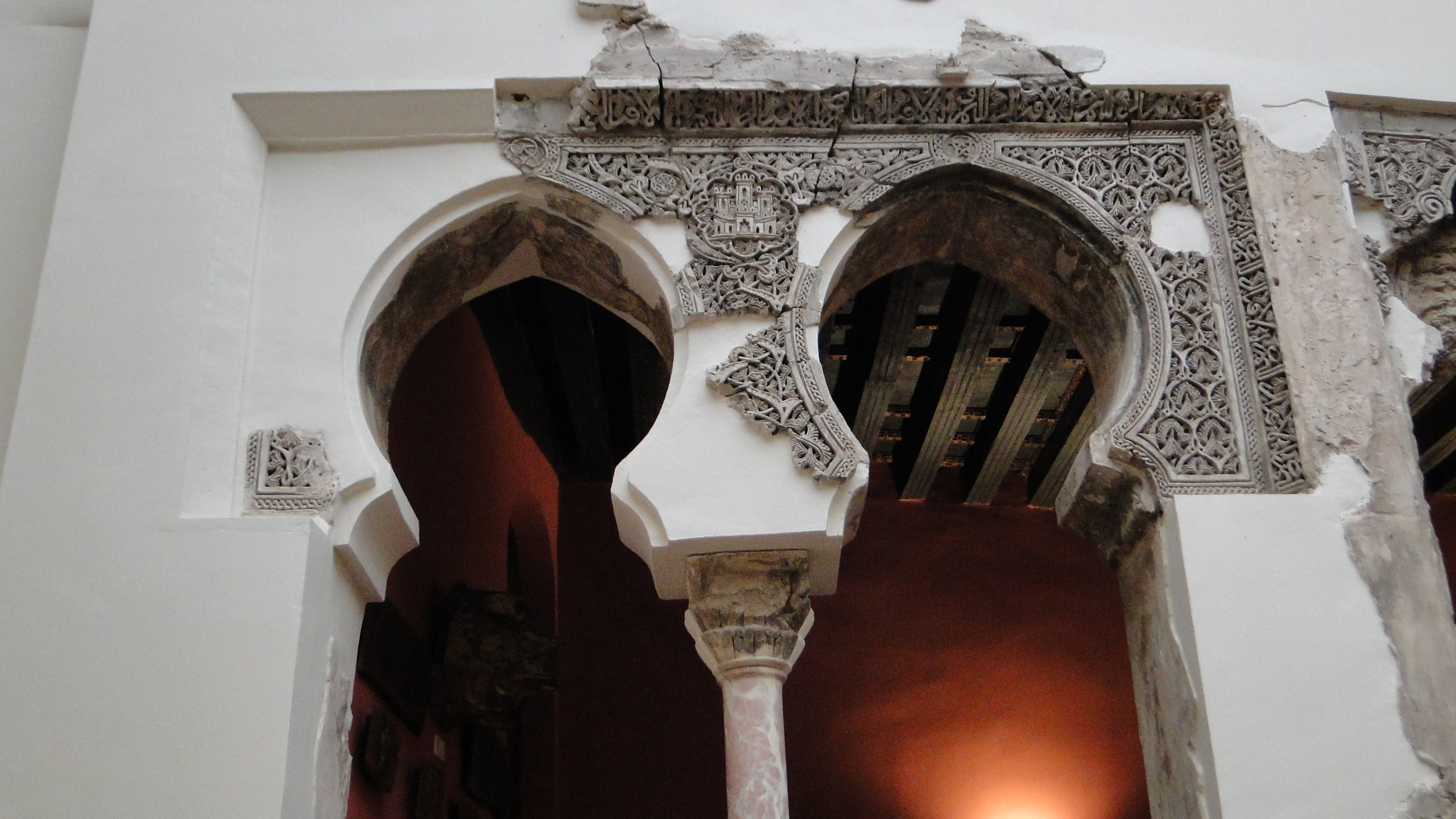
Casa del Temple en Toledo
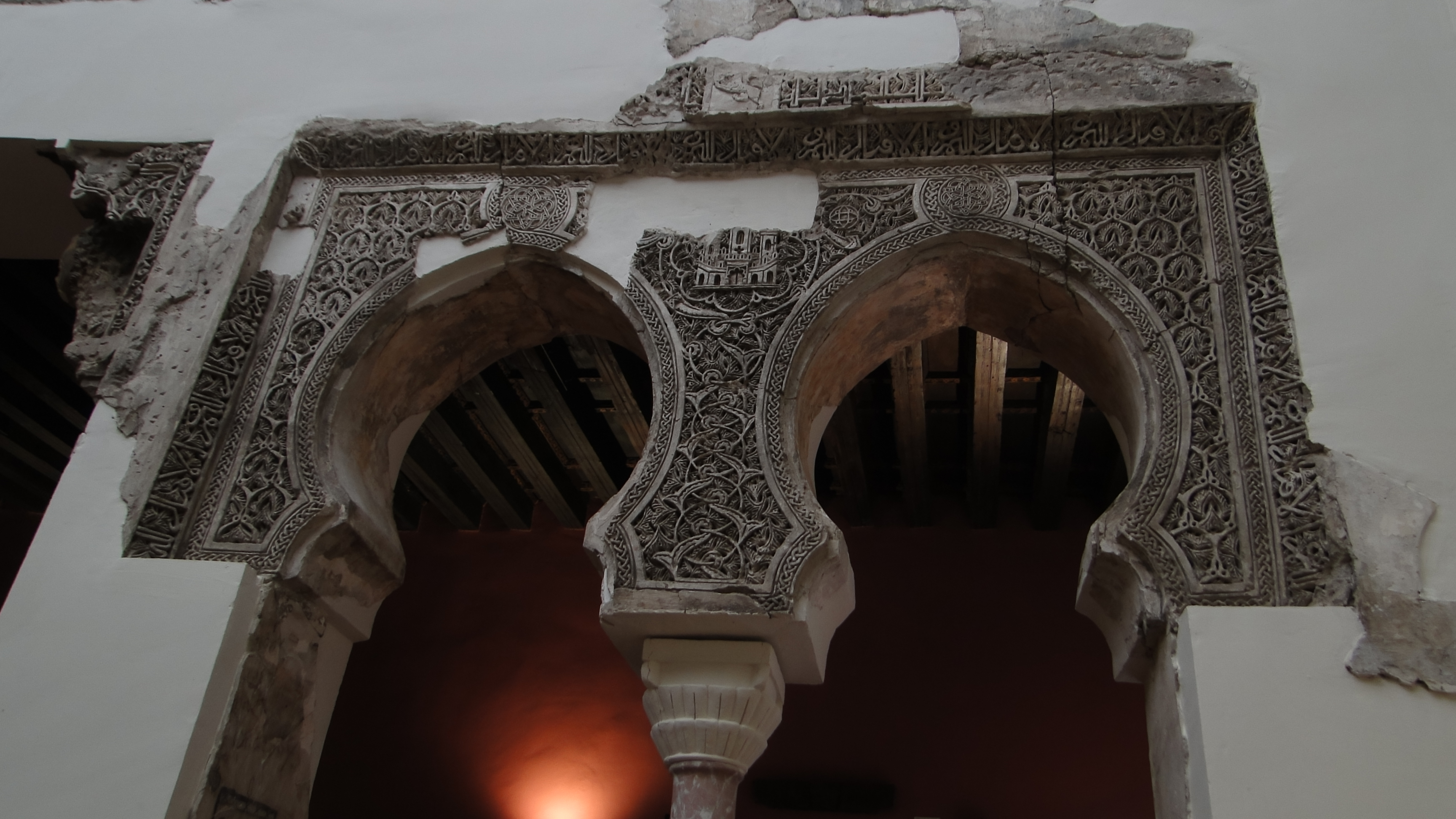
Casa del Temple en Toledo
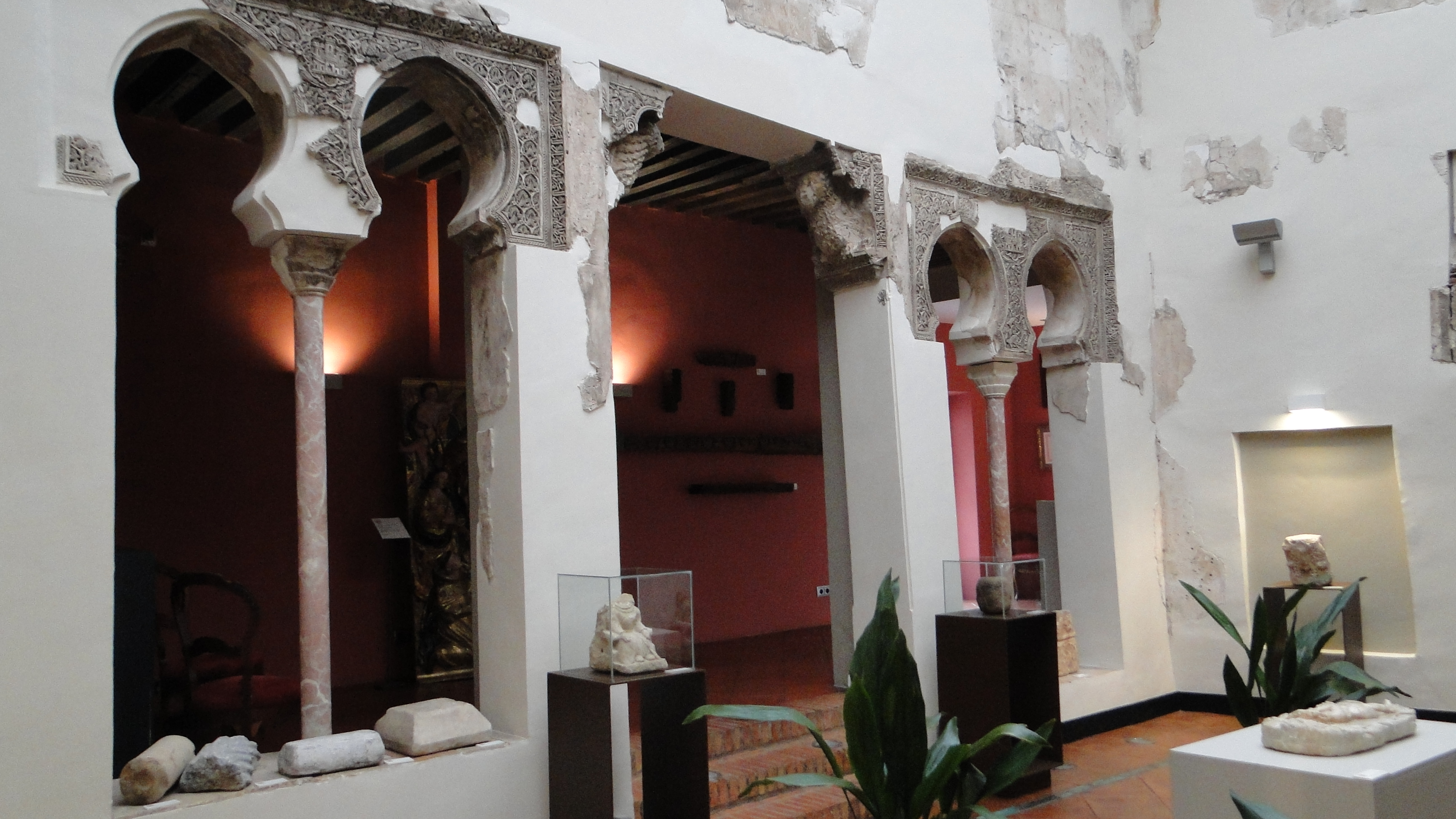
Casa del Temple en Toledo